# معركة الناصرة
بدأت معركة الناصرة في 20 سبتمبر 1918، خلال معركة شارون، التي شكلت مع معركة نابلس معركة مجدو المفصلية التي دامت خلال الأشهر الأخيرة من حملة سيناء وفلسطين في الحرب العالمية الأولى. في مرحلة قتال سلاح الفرسان خلال معركة شارون، توجه فيلق خيالة الصحراء إلى مرج ابن عامر (المُسمى أيضًا سهل زرعين أو يزرعئيل) على بعد 40 و50 ميلًا (64 و80 كم) خلف خط الجبهة في جبال يهودا. وفي سهل الناصرة، حاول لواء الفرسان الثالث عشر التابع لفرقة الفرسان الخامسة الاستيلاء على البلدة ومقر مجموعة جيش يلدريم التي سقطت في اليوم التالي عقب انسحاب الحامية.
تمكنت قوة الحملة المصرية من الهجوم على الناصرة بفضل هجوم مشاة الإمبراطورية البريطانية في 19 سبتمبر الذي أطلق معركة شارون. هاجمت قوة مشاة الحملة المصرية جبهة متصلة تقريبًا امتدت من البحر المتوسط وعبر سهل شارون وصولًا إلى جبال يهودا. استولى مشاة الجيش الهندي البريطاني التابع للفيلق الحادي والعشرين على طولكرم ومقر الجيش الثامن العثماني. خلال هذا الهجوم، أحدث المشاة فجوة في دفاعات خط الجبهة العثمانية عبر من خلالها فيلق خيالة الصحراء نحو الشمال لبدء مرحلة الفرسان من المعركة. استولى المشاة لاحقًا على تبصر والطير وعارة وطوقوا الجيش الثامن. وفي هذا الوقت، تقدم فيلق خيالة الصحراء واستولى على مراكز الاتصالات في العفولة وبيسان وجنين في 20 سبتمبر، وقطع طرق انسحاب العثمانيين الرئيسة على طول خطوط إمدادها واتصالاتها.
كُلفت فرقة الفرسان الخامسة بمهمة الاستيلاء على الناصرة، التي كانت موقع المقر العام لمجموعة جيش يلدريم التابعة لقوى المركز، في 20 سبتمبر. ولكن بسبب ممر شوشو الوعر والضيق فوق سلسلة جبال الكرمل، أجبرت الفرقة على ترك أحد ألويتها ومدفعية الفرقة خلفها. وعوضًا عن تقدم لواءَي الفرسان الثالث عشر والرابع عشر عبر سهل ابن عامر للاستيلاء على الناصرة، توجه لواء الفرسان الرابع عشر مباشرة إلى العفولة، هدف فرقة الفرسان الرابعة. وبحلول وقت هجوم لواء الفرسان الثالث عشر على الناصرة، كان اللواء قد تقلص إلى سربين ولم يكن بالقوة الكافية للاستيلاء على مقر مجموعة جيش يلدريم وتأمين المدينة. خلال الهجوم، هرب القائد الألماني لمجموعة جيش يلدريم، اللواء أوتو ليمان فون ساندرز وكبار ضباط أركانه. وفي اليوم التالي، بعد تراجع الحامية العثمانية، احتل لواء الفرسان الثالث عشر الناصرة.

## خلفية
في أعقاب معركتي شرق الأردن الأولى والثانية اللتين شنتهما قوة الحملة المصرية في مارس/أبريل وأبريل/مايو 1918، احتلت الحملة المصرية بقيادة الجنرال إدموند ألنبي غور الأردن وخط الجبهة، الذي امتد عبر جبال يهودا إلى البحر الأبيض المتوسط. أعيد نشر معظم أفواج المشاة البريطانية وفرسان يومانري في الجبهة الغربية لمواجهة هجوم الربيع الألماني الذي شنه لودندورف، وحلت محلهم قوات مشاة وفرسان الجيش البريطاني الهندي. وضمن إعادة التنظيم والتدريب، نفذ الجنود الوافدون حديثًا سلسلة من الهجمات على أجزاء من خط الجبهة العثمانية خلال أشهر الصيف. هدفت هذه الهجمات إلى دفع خط المواجهة إلى مواقع أكثر ملاءَمة استعدادًا لهجوم كبير ومساعدة مشاة الجيش الهندي الجدد على التأقلم. لم تكن القوة الموحدة مستعدة للعمليات واسعة النطاق حتى منتصف سبتمبر. خلال هذا الوقت بقي غور الأردن محتلًا.
بحلول ما بعد الظهر من يوم 19 سبتمبر، صار واضحًا أن هجمات الاختراق التي شنها الفيلق الحادي والعشرون بقيادة اللواء إدوارد بولفين في معركة شارون نجحت، وأُمر الفيلق العشرين بقيادة اللواء فيليب شيتوود ببدء هجومه، مدعومًا بوابلٍ مدفعي، ضد خط الجبهة العثمانية المحمي جيدًا. واستمرت الهجمات حتى منتصف نهار 21 سبتمبر، حين أجبر هجوم تطويقي ناجح شنه الفيلق الحادي والعشرون، بالإضافة إلى هجوم الفيلق العشرين، الجيشين السابع والثامن على فض الاشتباك. انسحب الجيش العثماني السابع من منطقة نابلس نحو معبر نهر الأردن عند جسر الدامية قبل أن يُقبض على الحامية الخلفية في نابلس. وتقدم فيلق خيالة الصحراء بقيادة اللواء هاري شوفيل من خلال الفجوة التي أمنها المشاة في 19 سبتمبر لتطويق القتال تقريبًا في جبال يهودا، واستولى على الناصرة وحيفا والعفولة وبيسان وجنين وسمخ قبل أن يتقدم إلى طبريا. خلال هذا الوقت، استولت قوة تشايتر بقيادة اللواء إدوارد تشايتر على جزء من الرتل العثماني والألماني المنسحب عند جسر الدامية لقطع خط التراجع عبر نهر الأردن. شرق نهر الأردن، ومع بدء انسحاب الجيش الرابع، تقدمت قوات تشايتر وسيطرت على السلط في 23 سبتمبر. سقطت عمان في 25 سبتمبر خلال معركة عمان الثانية عندما هُزمت حامية خلفية قوية تابعة للجيش الرابع في 25 سبتمبر.